# Geografía (canción)
«Geografía» es la quinta canción y el séptimo sencillo oficial del grupo español La Oreja de Van Gogh y de su tercer material discográfico Lo que te conté mientras te hacías la dormida. Este tema es ritmo de murga.

## Promoción
Esta canción no ha sido muy promocionada debido a que el grupo estaba ya centrado en su siguiente álbum, y las radios estaban algo saturadas de un trabajo que iba ya por el séptimo sencillo.

## Sencillo en CD
Este sencillo salió exclusivamente en versión promocional, incluyendo únicamente la versión del álbum de la canción. Supone la séptima y última travesía musical que se desprende de Lo que te conté mientras te hacías la dormida.

## Información de la canción
Canción escrita por Xabi, que nos habla sobre la igualdad entre las razas, y la construcción de un país mejor, construido por el amor y que mientras esté con la persona amada, su país va a existir aunque sea con sólo ellos dos. El autor hablo así de la canción: O  por nuestra manera de pensar, o bien por todo lo que hemos viajado, siempre nos ha gustado desmitificar conceptos como las patrias, fronteras, etc... A veces viene bien recordar que no son cosas de origen divino sino meros inventos humanos y por lo tanto, de alguna manera, arbitrarios. Se comparó en numerosas ocasiones esta canción con Englishman in New York de Sting (a partir de 1:54 en la segunda canción nombrada).

## Videoclip
El videoclip fue rodado en Madrid, entre fanes en el barrio de Lavapiés. Se muestra al grupo tocando, entre escenas de gente de diferentes razas.
- Datos: Q5877494